# Corymbitodes nikkoensis
Corymbitodes nikkoensis is een keversoort uit de familie kniptorren (Elateridae). De wetenschappelijke naam van de soort is voor het eerst geldig gepubliceerd in 1913 door Jakobson.